# Winston-Salem Open
El Torneig de Winston-Salem, conegut oficialment com a Winston-Salem Open, és un torneig de tennis professional que es disputa anualment sobre pista dura a la universitat Wake Forest de Winston-Salem, Carolina del Nord, Estats Units. Pertany a les sèries 250 del circuit ATP masculí i se celebra a l'agost.

## Història
La primera edició del torneig es va celebrar a Jericho l'any 1981 però com a esdeveniment d'exhibició. La primera edició oficial es va disputar el 1990 però a Long Island amb el patrocini de diverses empreses. Posteriorment, la USTA va adquirir els drets per desplaçar la seu a New Haven l'any 2005, creant així un esdeveniment conjunt amb el torneig Pilot Pen Tennis de categoria femenina. El 2011 es van escindir i aquest es traslladà a la seu actual, però l'organització va decidir ignorar la història del torneig i crear un esdeveniment nou.

## Palmarès

### Individual masculí
| Any  | Campió                                            | Finalista                                         | Resultat                                          |
| ---- | ------------------------------------------------- | ------------------------------------------------- | ------------------------------------------------- |
| 2024 | Lorenzo Sonego                                    | Alex Michelsen                                    | 6−0, 6−3                                          |
| 2023 | Sebastián Báez                                    | Jiří Lehečka                                      | 6−4, 6−3                                          |
| 2022 | Adrian Mannarino                                  | Laslo Đere                                        | 7−6(1), 6−4                                       |
| 2021 | Ilià Ivaixka                                      | Mikael Ymer                                       | 6−0, 6−2                                          |
| 2020 | Torneig suspès a causa de la pandèmia de COVID-19 | Torneig suspès a causa de la pandèmia de COVID-19 | Torneig suspès a causa de la pandèmia de COVID-19 |
| 2019 | Hubert Hurkacz                                    | Benoît Paire                                      | 6−3, 3−6, 6−3                                     |
| 2018 | Daniïl Medvédev                                   | Steve Johnson                                     | 6−4, 6−4                                          |
| 2017 | Roberto Bautista Agut                             | Damir Džumhur                                     | 6−4, 6−4                                          |
| 2016 | Pablo Carreño Busta                               | Roberto Bautista Agut                             | 6−7(6), 7−6(1), 6−4                               |
| 2015 | Kevin Anderson                                    | Pierre-Hugues Herbert                             | 6−4, 7−5                                          |
| 2014 | Lukáš Rosol                                       | Jerzy Janowicz                                    | 3−6, 7−6(3), 7−5                                  |
| 2013 | Jürgen Melzer                                     | Gaël Monfils                                      | 6−3, 2−1, retirada                                |
| 2012 | John Isner (2)                                    | Tomáš Berdych                                     | 3−6, 6−4, 7−6(9)                                  |
| 2011 | John Isner                                        | Julien Benneteau                                  | 4−6, 6−3, 6−4                                     |

### Dobles masculins
| Any  | Campions                                          | Finalistes                                        | Resultat                                          |
| ---- | ------------------------------------------------- | ------------------------------------------------- | ------------------------------------------------- |
| 2024 | Nathaniel Lammons Jackson Withrow (2)             | Julian Cash Robert Galloway                       | 6−4, 6−3                                          |
| 2023 | Nathaniel Lammons Jackson Withrow                 | Lloyd Glasspool Neal Skupski                      | 6−3, 6−4                                          |
| 2022 | Matthew Ebden Jamie Murray                        | Hugo Nys Jan Zieliński                            | 6−4, 6−2                                          |
| 2021 | Marcelo Arévalo Matwé Middelkoop                  | Ivan Dodig Austin Krajicek                        | 6−7(5), 7−5, [10−6]                               |
| 2020 | Torneig suspès a causa de la pandèmia de COVID-19 | Torneig suspès a causa de la pandèmia de COVID-19 | Torneig suspès a causa de la pandèmia de COVID-19 |
| 2019 | Łukasz Kubot Marcelo Melo                         | Nicholas Monroe Tennys Sandgren                   | 6−7(6), 6−1, [10−3]                               |
| 2018 | Jean-Julien Rojer Horia Tecău (2)                 | James Cerretani Leander Paes                      | 6−4, 6−2                                          |
| 2017 | Jean-Julien Rojer Horia Tecău                     | Julio Peralta Horacio Zeballos                    | 6−3, 6−4                                          |
| 2016 | Guillermo García López Henri Kontinen             | Andre Begemann Leander Paes                       | 4−6, 7−6(6), [10−8]                               |
| 2015 | Dominic Inglot Robert Lindstedt                   | Eric Butorac Scott Lipsky                         | 6−2, 6−4                                          |
| 2014 | Juan Sebastián Cabal Robert Farah                 | Jamie Murray John Peers                           | 6−3, 6−4                                          |
| 2013 | Daniel Nestor Leander Paes                        | Treat Conrad Huey Dominic Inglot                  | 7−6(10), 7−5                                      |
| 2012 | Santiago González Scott Lipsky                    | Pablo Andújar Leonardo Mayer                      | 6−3, 4−6, [10−2]                                  |
| 2011 | Jonathan Erlich Andy Ram                          | Christopher Kas Alexander Peya                    | 7−6(2), 6−4                                       |